# Зечево (Паг)
Зечево  је мало ненасељено острво у хрватском делу Јадранског мора.
Зечево се налази између острва Пага и обале Нина у заливу Стара Повљана. Површина острва износи 0,536 км². Дужина обалске линије је 3,69 км.. Највиши врх на острву је висок 26 метара.